# Lee Sang-hwa

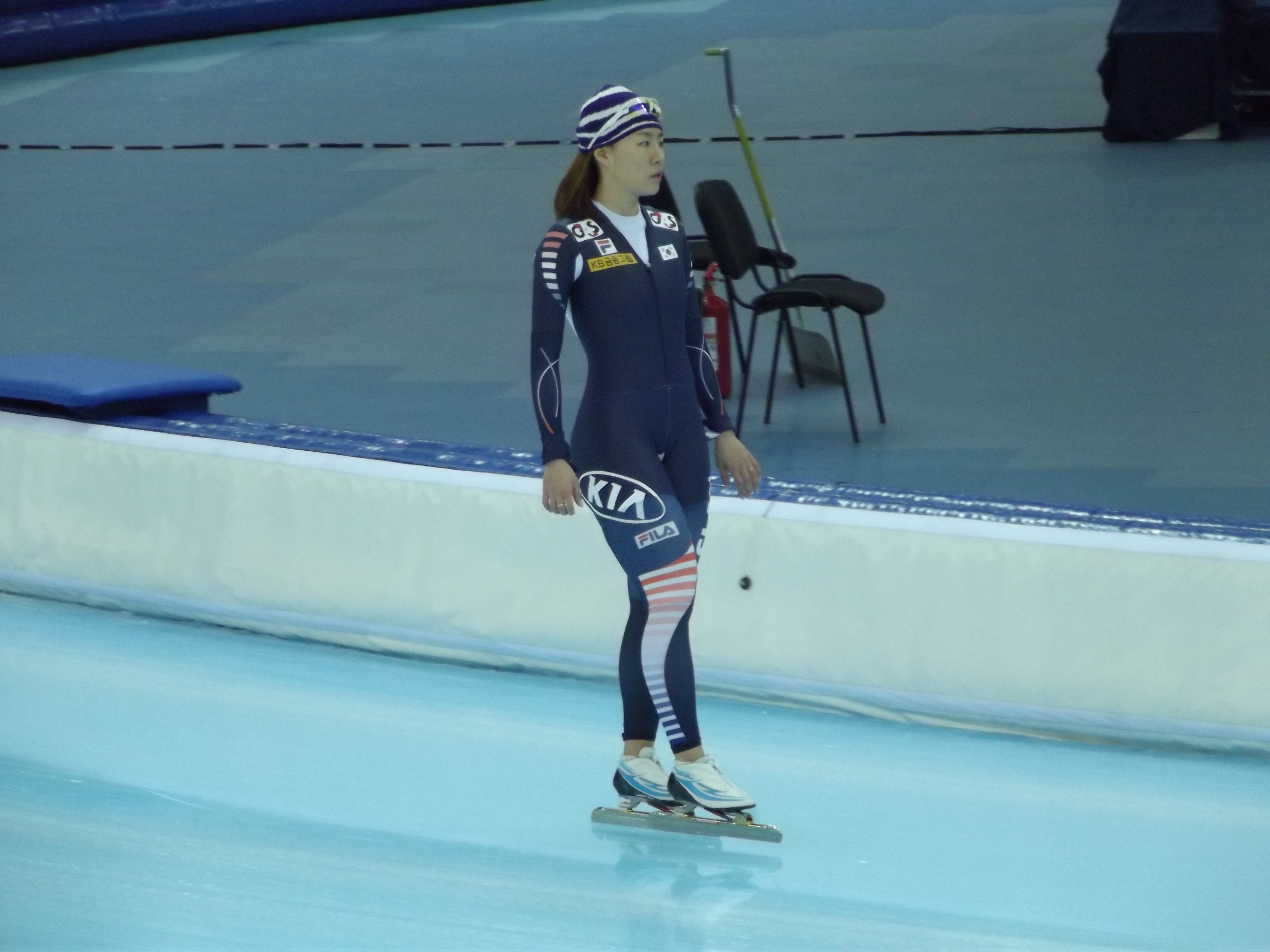
Lee Sang-hwa tijdens de WK afstanden 2013

Lee Sang-hwa (Koreaans: 이상화) (Seoel, 25 februari 1989) is een voormalig Zuid-Koreaans langebaanschaatsster. Ze was een rassprintster met een voorkeur voor de kortste afstanden, de 500 en de 1000 meter.

## Biografie
Op nationaal niveau is Lee tweevoudig Zuid-Koreaans kampioene sprint, drievoudig nationaal kampioene 500 meter en tweevoudig nationaal kampioene 1000 meter. Op internationaal niveau is ze sinds begin 2005 ook een factor van betekenis. Op de Olympische Winterspelen van Turijn haalde ze een 5e plaats op de 500 meter en de 19e op de 1000 meter. Bij de ploegenachtervolging op het WK junioren 2002 behaalde ze samen met haar teamgenoten Lee Ju-youn en Noh Seon-yeong een bronzen medaille. Individueel haalde ze bij dit kampioenschap ook brons. Ze won de 500m en werd tweede op de 1000m.
In 2010 beleefde Lee een bijzonder goed jaar, na in Obihiro wereldkampioene sprint te zijn geworden, werd ze een maand later in Vancouver Olympisch Kampioen op de 500 meter.
Nadat Lee op de wereldkampioenschappen schaatsen afstanden 2012 in Heerenveen wereldkampioene was geworden, begon ze ook het seizoen 2012/2013 sterk. Op 20 januari 2013 reed ze in 36,80 in Calgary een wereldrecord op de 500 meter. Later dat jaar scherpte ze nog driemaal het wereldrecord op de 500 meter aan, eenmaal in Calgary en tweemaal in Salt lake city. Ze kwam op 16 november in Salt Lake City tot 36,36. Voor de WK Sprint 2016 kreeg Lee geen startbewijs omdat ze afwezig was bij de nationale kampioenschappen.

## Records

### Persoonlijke records
| Afstand    | Tijd    | Datum             | Baan           |
| ---------- | ------- | ----------------- | -------------- |
| 500 meter  | 0 36,36 | 15 november 2013  | Salt Lake City |
| 1000 meter | 1.13,66 | 21 september 2013 | Calgary        |
| 1500 meter | 2.00,66 | 7 september 2013  | Calgary        |
| 3000 meter | 4.23,60 | 27 oktober 2002   | Calgary        |

### Wereldrecords
| Nr.  | Afstand                 | Tijd    | Datum            | Baan           |
| ---- | ----------------------- | ------- | ---------------- | -------------- |
| jr1. | Sprintvierkamp junioren | 153,200 | 23 januari 2005  | Salt Lake City |
| jr2. | 500 meter junioren      | 38,06   | 18 november 2005 | Salt Lake City |
| jr3. | 500 meter junioren      | 37,90   | 20 november 2005 | Salt Lake City |
| jr4. | 500 meter junioren      | 37,81   | 10 maart 2007    | Salt Lake City |
| 1.   | 500 meter               | 36,80   | 20 januari 2013  | Calgary        |
| 2.   | 500 meter               | 36,74   | 9 november 2013  | Calgary        |
| 3.   | 500 meter               | 36,57   | 15 november 2013 | Salt Lake City |
| 4.   | 500 meter               | 36,36   | 16 november 2013 | Salt Lake City |

|  | = huidig wereldrecord |

#### Wereldrecords laaglandbaan (officieus)
| Nr. | Afstand     | Tijd   | Datum            | Baan   |
| --- | ----------- | ------ | ---------------- | ------ |
| 1.  | 2x500 meter | 75,340 | 24 maart 2013    | Sotsji |
| 2.  | 500 meter   | 37,27  | 29 november 2013 | Astana |
| 3.  | 2x500 meter | 74,740 | 11 februari 2014 | Sotsji |

## Resultaten
| Jaar | Aziatische Winterspelen | WK Sprint              | WK Afstanden               | Olympische Spelen          | Wereldbeker       | WK Junioren          |
| ---- | ----------------------- | ---------------------- | -------------------------- | -------------------------- | ----------------- | -------------------- |
| 2004 |                         |                        |                            |                            |                   | 16e 6e achtervolging |
| 2005 | 15e                     | 500m · 15e 1000m       |                            | · achtervolging            |                   |                      |
| 2006 | 12e                     |                        | 5e 500m 19e 1000m          | 100m · 6e 500m · 43e 1000m |                   |                      |
| 2007 | 100m · 500m · 5e 1000m  |                        | 4e 500m 20e 1000m          |                            |                   |                      |
| 2008 |                         | 10e                    | 4e 500m 18e 1000m          | 5e 100m · 500m · 36e 1000m |                   |                      |
| 2009 | 9e                      | 500m · 17e 1000m       | 8e 100m · 500m · 21e 1000m |                            |                   |                      |
| 2010 | Goud                    |                        | 500m · 23e 1000m           | 5e 500m 25e 1000m          |                   |                      |
| 2011 | 500m                    |                        | 500m                       |                            | 500m · 17e 1000m  |                      |
| 2012 |                         | 11e · (5e, 17e, , 13e) | 500m                       | 500m · 22e 1000m           |                   |                      |
| 2013 | Brons                   | 500m                   | 500m · 17e 1000m           |                            |                   |                      |
| 2014 |                         |                        | 500m · 12e 1000m           | 4e 500m 10e 1000m          |                   |                      |
| 2015 |                         |                        | 5e 500m                    |                            | 500m · 20e 1000m  |                      |
| 2016 |                         |                        | 500m                       | 4e 500m 17e 1000m          |                   |                      |
| 2017 |                         |                        | 500m                       | 10e 500m 21e 1000m         |                   |                      |
| 2018 |                         |                        |                            | 500m                       | 6e 500m 26e 1000m |                      |

### Medaillespiegel
| Kampioenschap           | Goud | Zilver | Brons |
| ----------------------- | ---- | ------ | ----- |
| Aziatische Winterspelen | 0    | 1      | 2     |
| WK Sprint               | 1    | 0      | 0     |
| WK Afstanden            | 1    | 1      | 2     |
| Olympische Spelen       | 2    | 1      | 0     |
| Wereldbeker             | 0    | 1      | 1     |
| WK Junioren             | 0    | 1      | 1     |

1960: Helga Haase ·
1964: Lidia Skoblikova ·
1968: Ljoedmila Titova ·
1972: Anne Henning ·
1976: Sheila Young ·
1980: Karin Enke ·
1984: Christa Rothenburger ·
1988: Bonnie Blair ·
1992: Bonnie Blair ·
1994: Bonnie Blair ·
1998: Catriona Le May-Doan ·
2002: Catriona Le May-Doan ·
2006: Svetlana Zjoerova ·
2010: Lee Sang-hwa ·
2014: Lee Sang-hwa ·
2018: Nao Kodaira ·
2022: Erin Jackson